# Your Family Entertainment
Die Your Family Entertainment AG (früher RTV Family Entertainment AG), abgekürzt YFE, ist Produzentin und Lizenzhändlerin von Kinder- und Familienunterhaltung. Das Unternehmen ist weltweit in den Bereichen Lizenzhandel und im Fernsehgeschäft tätig, betreibt mehrere Fernsehsender und ist börsennotiert.

## Geschichte
Das Unternehmen wurde 1999 vom Spielehersteller Ravensburger als RTV (Ravensburger Film + TV) gegründet und am Neuen Markt gelistet. Im Jahr 2002 musste RTV massive Berichtigungen bei der Bewertung seiner Filmlizenzen vornehmen, die zu einem Einbruch des Aktienkurses und zu mehreren Aktionärsklagen führten. RTV hatte ein Sendefenster bei Super RTL, das bei den Drei- bis 13-Jährigen Marktanteile von bis zu 40 % erzielte.
Bis 2005 war Ravensburger Hauptaktionär der RTV mit fast 90 % Besitzanteil. Diesen Anteil übernahm 2005 die F&M Film- und Medien Beteiligungs GmbH mit Sitz in Wien. Die F&M hielt ca. 80 % der Aktien, der Rest befand sich im Streubesitz. Am 12. Juli 2006 beschloss die Hauptversammlung die Umbenennung von RTV Family Entertainment in Your Family Entertainment (YFE). Im Dezember 2021 beteiligte sich das US-amerikanische Medienunternehmen Kartoon Studios (vormals Genius Brands International) mit 29 % an dem Unternehmen und hält derzeit 44,78 % (2025), F&M ist zweitgrößte Aktionärin mit 24,79 %.
Laut Geschäftsbericht erzielte die Your Family Entertainment im Geschäftsjahr 2023 mit 12 Mitarbeitern (inkl. Vorstand) einen Umsatz von 2,8 Mio. €.
YFE besitzt einen umfassenden Rechtekatalog, unter anderem Moorhuhn, Fix und Foxi, Urmel, Kommando Störtebeker, Cosmo & Wanda, Dragon Hunters, The Tribe – Eine Welt ohne Erwachsene. In der Vergangenheit konzentrierte sich das Unternehmen zeitweise stark auf Merchandising-Artikel zu diesen Figuren.
Das Unternehmen wird seit 18. Oktober 2006 von Dr. Stefan Piëch als CEO geführt.

## Fernsehsender
Seit Ende 2007 betreibt das Unternehmen einen eigenen Fernsehsender: YFE TV war bis 2014 unter anderem bei KabelKiosk, im Kabelnetz der Unitymedia und über das IPTV-Angebot von Alice, Arcor, bluewin und weiteren zu empfangen.
Seit 1. September 2009 war der Sender der auch im Paket DigitalTV plus von UPC empfangbar. Auch ist das Programm online über Zattoo abrufbar.
Am 10. September 2012 startete das Unternehmen den Sender RiC, der unverschlüsselt über den Satelliten Astra 1L verbreitet wird. Der Familiensender RiC kann zudem über IPTV, Live-Streaming, YouTube und Mobile-TV abgerufen werden. Seit dem dritten Quartal 2021 ist die App-Version des Senders, RiC+, verfügbar.
Im Mai 2014 startete der Sender „your Family“ über Arabsat im arabischen Raum, über MyHD und über Azam in Afrika. Am 1. Dezember 2014 wurde der Bezahlsender Fix & Foxi gestartet und ersetzte den Sender yourfamily in über 130 Kabelnetzen in Deutschland, Österreich und der Schweiz. Fix & Foxi ist inzwischen auch im Mittleren Osten, Asien und Afrika verfügbar.
Am 1. September 2019 startete die YFE den Sender RiC.today, die internationale Pay-TV-Version von RiC, der als Englisch-Lern-Sender positioniert ist und vor allem Edutainment-Programme ausstrahlt.
Zudem betreibt das Unternehmen mehrere teilweise monothematischen YouTube-Kanäle.

## Bekannte Serien
Zum Programmstock gehören unter anderem die Serien
- Altair im Sternenland
- Cosmo & Wanda – Wenn Elfen helfen
- Dragon Hunters
- Enid Blyton: Die verwegenen Vier
- Fix und Foxi
- Kommando Störtebeker
- Happily N'Ever After
- Landmaus und Stadtmaus auf Reisen
- Moorhuhn
- The Tribe – Eine Welt ohne Erwachsene
- Urmel aus dem Eis

## Urteil des OLG Stuttgart
Bekannt wurde RTV durch das ihr Geschäftsjahr 2004 betreffende Urteil des OLG Stuttgart vom 15. März 2006, in dem eine für Aktiengesellschaften wichtige Entscheidung fiel, dass Aufsichtsräte ihrer Berichtspflicht nicht nachkommen können, indem sie ihren Bericht lediglich aus Standardformulierungen aufbauen. Insbesondere in wirtschaftlich schwierigen Situationen sind demnach hohe Anforderungen an die Berichtspflicht zu stellen.